# IRCCS 국립 암 연구소 재단
IRCCS 국립 암 연구소 재단(이탈리아어: Fondazione IRCCS Istituto Nazionale dei Tumori) 또는 밀라노 종양 연구소(이탈리아어: Istituto dei tumori di Milano)는 임상 및 연구 관점에서 암 치료에 전념하는 밀라노의 공립 병원이다. 1928년에 비토리오 에마누엘레 3세 암 연구 및 치료 연구소(이탈리아어:  Istituto Vittorio Emanuele III per lo studio e la cura del cancro)로 설립되었다.

## 같이 보기
- 치타 스투디
- 밀라노 대학교 국제 의과 대학